# Самогончици
Самогончици (на руски Самогонщики) е съветски комедийно-приключенски късометражен игрален филм, заснет през 1961 г. в студиото "Мосфилм", режисиран от Леонид Гайдай. Заедно с филма "Кучето Барбос в необикновен крос" това е първата творба за триото антигерои-мошеници Трус, Балбес и Бывалый.

## Сюжет
В малка дървена къща в гората трима приятели - Трус, Балбес и Бывалый - правят лунна светлина за продажба (драйв). Нещата вървят добре. След работа приятелите опитват лунна светлина и, решавайки да се пошегуват, хвърлят захар, потопена в лунна светлина, на кучето Барбос. Обиденото куче преобръща бутилките и контейнерите с отварата, изважда серпентината от лунния дестилатор и тича с нея в устата от къщата до гората. Троицата започва да преследва кучето, което отвежда самогонджиите до полицейския участък, където ги арестуват.

## Създатели
- Автори на сценария: — Леонид Гайдай, Константин Бровин
- Режисьор на продукцията: — Леонид Гайдай
- Производствени оператори: — Константин Бровина
- Художници-постановчици: — Константин Степанов
- Композитори: — Никита Богословски * Автори на текста: — Володимир Лифшиц

## В ролите
- Георгий Вицин - Трус
- Юрий Никулин - Балбес
- Евгений Моргунов - Бывалый
- Владимир Пицек-Полицай